# Parasigmoidella atypicalis
Parasigmoidella atypicalis es una especie de cucaracha del género Parasigmoidella, familia Ectobiidae.

## Distribución
Esta especie se encuentra en Australia (Queensland).